# Diopsis finitima
Diopsis finitima är en tvåvingeart som beskrevs av Eggers 1916. Diopsis finitima ingår i släktet Diopsis och familjen Diopsidae. Inga underarter finns listade i Catalogue of Life.